# Allons, Alpes-de-Haute-Provence
Allons är en kommun i departementet Alpes-de-Haute-Provence i regionen Provence-Alpes-Cote d'Azur i sydöstra Frankrike. Kommunen ligger  i kantonen Saint-André-les-Alpes som ligger i arrondissementet Castellane. År 2022 hade Allons 125 invånare.

## Befolkningsutveckling
Antalet invånare i kommunen Allons
Referens: INSEE